# Victor Georgescu
Victor Georgescu (ur. 21 listopada 1932) – rumuński kolarz szosowy. Reprezentant Rumunii na Letnich Igrzyskach Olimpijskich 1952 w Helsinkach. Na igrzyskach uczestniczył w wyścigu indywidualnym ze startu wspólnego, w którym zajął 44. miejsce.